# Martynas Mažvydas
Martynas Mažvydas (Zemaiciu Naumiestis, 1510 - Königsberg, 21 maig 1563) va ser l'autor i editor del primer llibre en llengua lituana.
Martynas Mažvydas era un prolífic autor lituà del segle xvi, el seu nom s'associa als inicis de la literatura lituana. D'origen pobre, probablement els seus pares fossin indigents; va passar la seva joventut a Vílnius on va treballar amb altres autors del Gran Ducat de Lituània com Abraomas Kulvietis, J. Zablockis i probablement S. Rapolonis.
Va ser perseguit per fer propaganda de les seves idees protestants i va acceptar la invitació d'Albert I de Prússia a Königsberg, on va entrar a la Universitat de Königsberg en 1546 llicenciant-se dos anys després. El que fa suposar que ja havia tingut certa formació acadèmica, probablement a Cracòvia.
El 1547 va publicar Catechismvsa prasty szadei, makslas skaitima raschta ir giesmes, «Les paraules senzilles del catequisme», començant així les publicacions en lituà.
El 1549, Mažvydas va ser nomenat diaca de Ragainė i aquest mateix any va publicar Giesme s. Ambraseijaus bei s. Augustina, «La cançó de Sant Ambrós», amb una dedicatòria en lituà. En 1554, va ser nomenat ardiaca de Ragainė i es va ocupar de l'educació dels seus parroquians i de reglar les activitats agrícoles seguint el seu treball literari. El 1559 va publicar a Königsberg la seva traducció de l'alemany de "La Forma del Baptisme» i va seguir traduint d'aquest idioma llibres com «Les cançons cristianes» (Part I el 1566, Part II en 1570) que van ser base d'altres llibres litúrgics cantorals del protestantisme a Lituània menor.

## Obres fonamentals
- Catechismvsa prasty szadei, makslas skaitima raschta yr giesmes…
- Giesme s. Ambraseijaus bey s. Augustina…
- Forma chrikštima…
- Gesmes chriksczoniskas, gedomas bažniczosu per adventa ir kaledas ik gramniču /
- Gesmes chrikščoniškas, gedomas bažniczosu per velikas ir sekminias ik adventa /
- Lietuviškos maldos. – Karaliaučius, 1574.
- Trumpas klausimas ir prieprovimas… // M. Liuteris Enchiridion: Katechismas mažas…
- Parafrasis permanitina poteraus malda…